# Ratni brod
Ratni brod je opći naziv za brodove upisane u flotnu listu ratne mornarice neke države. U pravnom smislu, ratni brod je plovni objekt, uključujući i podmornicu, koji se nalazi pod zapovjedništvom vojne osobe, posada mu je vojna, odnosno podvrgnuta vojnoj stezi, a dužan je vijati i isticati vanjske znakove raspoznavanja ratnih brodova (prije svega ratnu zastavu) kad god je potrebno to svojstvo učiniti poznatim.
Ratni brodovi izgrađen su za obavljanje vojnih zadaća, prvenstveno za borbena djelovanja (borbeni brodovi), ali i za druge vojne neborbene potrebe (pomoćni brodovi i specijalni brodovi). Ratni brodovi uobičajno su izgrađeni na potpuno drugačiji način od trgovačkih i putničkih brodova. Prije svega, oni su naoružani i osposobljeni da pretrpe veću štetu od trgovačkih (civilnih) brodova, obično su brži i pokretljiviji. Trgovački brod naoružan za vlastitu obranu nema pravni položaj ratnog broda.

## Podjela ratnih brodova
Danas ne postoji jedinstveni sustav klasifikacije ratnih brodova, već svaka ratna mornarica ima svoj sustav. 
Ratni brodovi se mogu podijeliti na:
- borbeni brodovi - koji vode neposredu borbu s protivnikom
- pomoćni brodovi - koji služe materijalno-tehničkom osiguranju flote te joj pružaju potporu
- specijalni brodovi - razne vrste brodova.

Najčešća podjela koja se koristi u svijetu kod borbenih brodova je:
Uobičajna moderna podjela:
- podmornica
- nosač zrakoplova
- bojni brod
- krstaš
- raketna krstarica
- krstarica
- razarač
- korveta
- fregata
- desantni brod (npr. USS Iwo Jima (LPH-2))

Pored gore navedene klasifikacije postoje i dodatne grupe:
- eskortni brod
- ophodni brod
- raketni čamac
- torpedni čamac
  - minopolagač
  - minolovac
  - lovac mina
  - protuminski brod

## Vanjske poveznice
- Ratni brod Hrvatska tehnička enciklopedija, portal hrvatske tehničke baštine. LZMK

- Brod posebne izvedbe Hrvatska tehnička enciklopedija, portal hrvatske tehničke baštine. LZMK

- Desantni brod Hrvatska tehnička enciklopedija, portal hrvatske tehničke baštine. LZMK

- Ophodni brod Hrvatska tehnička enciklopedija, portal hrvatske tehničke baštine. LZMK